# Liste der Monuments historiques in Meilleray
Die Liste der Monuments historiques in Meilleray führt die Monuments historiques in der französischen Gemeinde Meilleray auf.

## Liste der Objekte
| Bezeichnung               | Beschreibung           | Standort                               | Kennzeichnung | Schutzstatus | Datum | Bild |
| ------------------------- | ---------------------- | -------------------------------------- | ------------- | ------------ | ----- | ---- |
| Skulptur Madonna mit Kind | Stein, 14. Jahrhundert | in der Kirche St-Pierre-St-Paul (Lage) | PM77001088    | Classé       | 1978  |      |